# 増援
| ウィキペディアには「増援」という見出しの百科事典記事はありません（タイトルに「増援」を含むページの一覧/「増援」で始まるページの一覧）。 代わりにウィクショナリーのページ「増援」が役に立つかもしれません。 |